# Voerhek

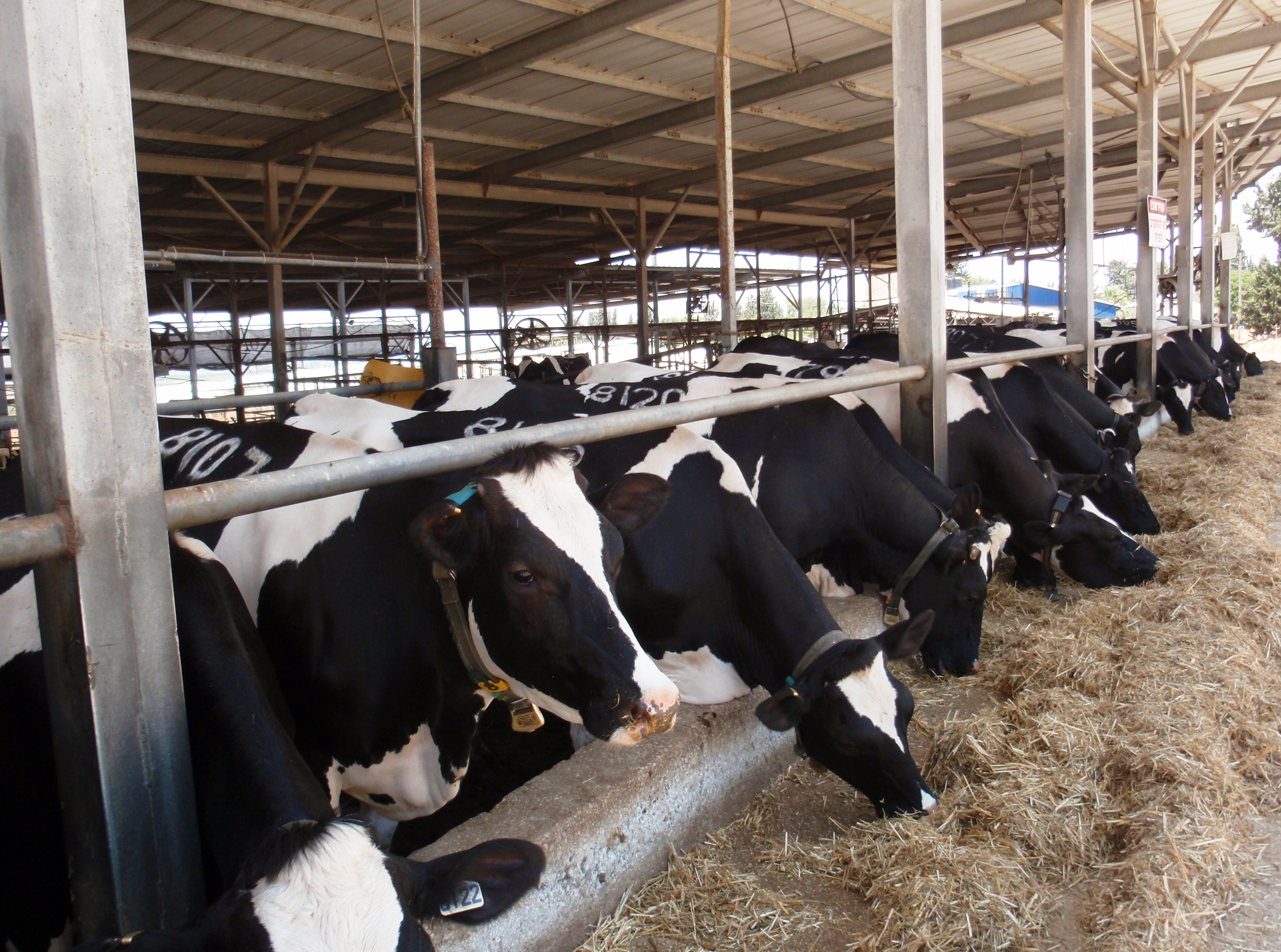
Voerbuis als voerhek

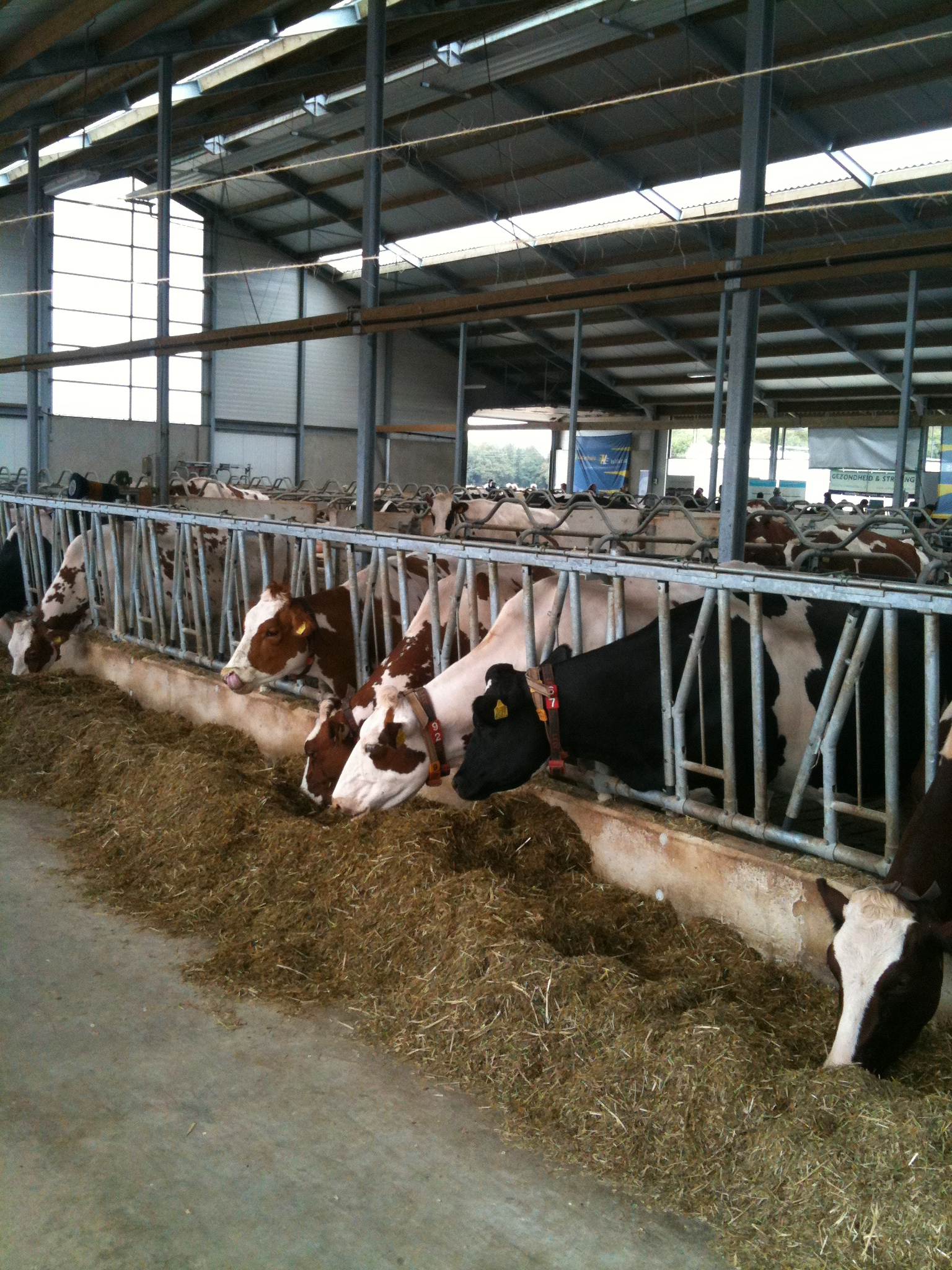
Zelfsluitend voerhek

Een voerhek is de fysieke scheiding tussen de rust- en loopruimte van het vee en de voergang, de plek waar het verse voer neer wordt gelegd. 

## Type
Er zijn verschillende type voerhekken:
VoerbuisDe simpelste, en goedkoopste, manier om de voergang van de rust- en loopruimte te scheiden. Het bestaat uit een of meerdere horizontale buizen. Vee heeft in dit systeem veel bewegingsvrijheid waardoor het ook gebruikt kan worden voor gehoornde koeien. Er bestaat ook een gescharnierde variant, dit voorkomt verwondingen aan de schoft. Het risico van dit type voerhek is dat de dieren onderaan de hiërarchie bij het voerhek worden verdrongen, waardoor ze minder mogelijkheid hebben om (rustig) te vreten. Een ander nadeel van dit type voerhek is dat het vee het voer de loop- en rustruimte in kunnen trekken.
Diagonaal voerhekIn dit type voerhek zitten er diagonale buizen tussen de bovenste en onderste horizontale buis. Elk dier aan het voerhek heeft zijn eigen vreetplek, hierdoor is er minder risico op verdringing van de minder dominante dieren. De diagonale buizen voorkomen dat het vee het voer omhoog kan gooien. Dit type voerhek is met name bedoeld voor vee dat niet vastgezet hoeft te worden en is goedkoper dan het zelfsluitende voerhek.
Zelfsluitend voerhekNet zoals bij het diagonaal voerhek heeft bij het zelfsluitend voerhek elke dier zijn eigen vreetplek, dit geeft rust in de stal. Het zelfsluitend voerhek bestaat uit horizontale vast spijlen en vangspijlen. Met de vangspijl zet het vee zichzelf 'vast' tijdens het vreten. Met een centrale hendel kan het voerhek op vangen gezet worden of op vrijgeven. Als het hek op vangen staat kan het vee, nadat ze hun kop door de spijlen hebben gestoken, hun kop niet meer terugtrekken. Dit geeft de mogelijkheid om het dier te behandelen. Als het hek op vrijgeven staat kan het vee zichzelf terugtrekken na het vreten.
Zweeds voerhekEen zogenaamd Zweeds voerhek is van boven open en wordt over het algemeen gebruikt voor koeien met hoorns of rassen met een brede hals. De dieren steken hun kop zonder beperking of begrenzing van boven in het voerhek.